# Манкурт (фильм)
Манкурт (туркм. Mankurt; тур. Gün Uzar Yüzyil Olur Mankurty) — художественный фильм 1990 года совместного производства Туркменской ССР, Турции и Ливии. По мотивам романа Чингиза Айтматова «И дольше века длится день».

## Сюжет
Жоламан — молодой житель мирного аула — захвачен в плен воинственными кочевниками-жуаньжуанами и в результате жестокой пытки лишён памяти. Превратившись в раба-манкурта, преданного лишь своему новому хозяину, Жоламан не узнаёт разыскавшую его мать. Попытки матери пробудить память сына оказываются напрасными, и Жоламан по наущению жуаньжуаней убивает незнакомую ему уже женщину.

## В ролях
| Актёр                | Роль         |
| -------------------- | ------------ |
| Тарык Тарджан        | Жоламан      |
| Мая Аймедова         | Айим         |
| Йилмаз Дуру          | Донмез       |
| Ходжадурды Нарлиев   | Каббор       |
| Майса Алмазова       | Гозель       |
| Тахир Нарлиев        | Таннир       |
| Алтын Ходжаева       | мать Таннира |
| Керим Аннанов        | Сердар       |
| Хоммат Муллук        | эпизод       |
| Мерген Ниязов        | пленный      |
| Амангельди Одаев     | эпизод       |
| Сапар Одаев          | пленный      |
| Аннасеид Аннамурадов | эпизод       |
| Баба Аннанов         | старейшина   |
| Акылбек Мураталиев   | эпизод       |

## О фильме
Режиссёр фильма Ходжакули Нарлиев задумал снять фильм по легенде из романа Айтматова ещё в 1980 году (когда сам роман ещё не был опубликован), однако последовал запрет Госкино (утверждается, что тогдашний руководитель Госкомитета при этом сказал: «Нарлиев всю жизнь в своих фильмах показывает несчастную женщину, Айтматов — то же в романах; если они объединятся, женщина Востока будет вдвойне несчастной»). Разрешение на съёмки было получено только через семь лет после обращения к первому секретарю ЦК КП Туркменской ССР Сапармурату Ниязову.
Фильм снят совместно с турецкой компанией «Туграфильм» при участии ливийского Народного комитета по кинематографии, при этом съёмки проводились в Туркменистане, Анталии (сцена разговора матери с сыном-манкуртом) и Ливии. Роль Жоламана исполнил турецкий актёр Тарык Тарджан, которому, по словам Нарлиева, настолько понравился сценарий, что он согласился на гораздо меньший, чем обычно, гонорар. Роль матери сыграла туркменская актриса Майя Аймедова.
В независимом Туркменистане в годы президентства Сапармурата Ниязова картина была запрещена.

## Отзывы
«Картина представляет собой весьма характерную попытку интерпретации айтматовской легенды как мифа об Идеальном Прошлом, явившем совершенное состояние традиционного социума. Новелла о манкурте, интерпретированная в романе как трагическая метафора современного состояния сознания, здесь избавлена от каких бы то ни было современных аллюзий. Конфликт, перенесённый в легендарное прошлое, приобретает совершенно абстрактный характер столкновения абсолютного добра и абсолютного зла: мудрости, нежности и любви, лежащих в основе жизни того кочевого племени, к которому принадлежал манкурт до своего пленения, и насилия, доходящего до беспредела в деяниях жестоких врагов-варваров, несущих гибель и разрушение».